# Panenkî, Reșetîlivka
Panenkî (în ucraineană Паненки) este un sat în comuna Șîlivka din raionul Reșetîlivka, regiunea Poltava, Ucraina.

## Demografie
Componența lingvistică a localității Panenkî
     Ucraineană (99,27%)
     Alte limbi (0,73%)
Conform recensământului din 2001, majoritatea populației localității Panenkî era vorbitoare de ucraineană (99,27%), existând în minoritate și vorbitori de alte limbi.